# Semyon Kotko (suite d'orchestre)
Pour les articles homonymes, voir Semyon Kotko (homonymie).

Semyon Kotko est une suite orchestrale opus 81 bis de Serge Prokofiev tirée de son opéra homonyme composé en 1939 sur un livret du compositeur et de Valentin Kataïev. Composée en 1941, elle comporte huit numéros :
1. Introduction
2. Semyon et sa mère
3. Les fiançailles
4. La nuit du sud-est
5. Exécution
6. Le village brûle
7. Funérailles
8. Les nôtres sont arrivés